# Dark Magus: Live at Carnegie Hall
Dark Magus: Live at Carnegie Hall – podwójny koncertowy album nagrany przez Milesa Davisa w Carnegie Hall w marcu 1974 r. i wydany przez firmę nagraniową Columbia w tym samym roku.

## Charakter albumu
Ten koncertowy album Davisa został nagrany 30 marca 1974 r. przez nonet Milesa Davisa. Skład nonetu jest o tyle ciekawy, że nie ma w nim ani jednego klawiszowca, a gra aż trzech gitarzystów, z których dwu – Reggie Lucas i Pete Cosey – na pewno pasowało do charakteru ówczesnej muzyki Davisa, a trzeci – Dominique Gaumont – grający w stylu Hendriksa i używający efektów, i ich nadużywający – pasował zdecydowanie mniej. Jego ekspansywność zmusiła Lucasa i Coseya do wycofania się. Dlatego w kilku momentach Davis bezpardonowo ucina jego sola.
Rytmicznie album osadzony jest w funku, jak wiele nagrań dokonanych z Michaelem Hendersonem. Spora część muzyki ma dość mroczny charakter i stąd zapewne tytuł albumu.
Jedną z istotnych cech albumu jest niezwykle wyrafinowana i odkrywcza gra sekcji rytmicznej skontrastowanej z nie najlepszą formą dość schematycznie grających saksofonistów.
Zasadniczo prawie ten skład muzyków nagra dwa następne albumy Pangaeę i Aghartę. Najważniejszą zmianą będzie wejście do grupy saksofonisty Sonny'ego Fortune'a.

## Muzycy
Nonet
- Miles Davis – trąbka, organy
- Dave Liebman – flet (2); saksofon sopranowy (1); saksofon tenorowy,
- Azar Lawrence – saksofon tenorowy (3)
- Pete Cosey – gitara
- Reggie Lucas – gitara
- Dominique Gaumont – gitara
- Michael Henderson – gitara basowa
- Al Foster – perkusja
- Mtume – instrumenty perkusyjne

## Lista utworów
- CD

### Płyta pierwsza (I)
1. „Moja (Part 1)” – 12:28
2. „Moja (Part 2)” – 12:40
3. „Wili (Part 1)” – 14:20
4. „Wili (Part 2)” – 10:44

### Płyta druga (II)
1. „Tatu (Part 1)” – 18:47
2. „Tatu (Part 2)” – 6:29 (Calypso Frelimo)
3. „Nne (Part 1)” – 15:19 (Ife)
4. „Nne (Part 2)” – 10:11

- Album analogowy (winyl)

### Płyta pierwsza

#### Strona pierwsza
1. „Moja (Part 1)”
2. „Moja (Part 2)”

#### Strona druga
1. „Wili (Part 1)”
2. „Wili (Part 2)”

### Płyta druga

#### Strona trzecia
1. „Tatu (Part 1)”
2. „Tatu (Part 2)” (Calypso Frelimo)

#### Strona czwarta
1. „Nne (Part 1)” (Ife)
2. „Nne (Part 2)”

## Opis płyty

### Płyta analogowa (winylowa)
- Producent – Teo Macero
- Inżynier nagrywający – Shuichiro Hoshini
- Miksowanie – Tomoo Suzuki
- Daty nagrania – 30 marca 1974
- Miejsce nagrania – Carnegie Hall, Nowy Jork
- Czas albumu – 99 min. 39 sek./1 godz. 39 min. 39 sek.
- Data wydania – 1974
- Projekt okładki – Teruhisa Tajima
- Fotografie na okładce – Shigeo Anzai i Ryuchi Okano
- Firma nagraniowa – Sony
- Numer katalogowy – Sopj 40AP

### Wznowienie na CD
- Producent – Bob Belden
- Cyfrowy remastering – Tom Ruff
- Studio – Sony Music Studios, Nowy Jork
- Dyrektor projektu – Seth Rothstein
- Seria Columbia Jazz Reissue – Steve Berkowitz, Kevin Gore
- Kierownik artystyczny – Cozbi Sanchez-Cabrera
- Koordynator A & R – Patti Matheny
- Projekt – Randall Martin
- Fotografie we wkładce – Urve Kuusik – wszystkie oprócz Sandy Speiser – str.2
- Firma nagraniowa – Columbia/Legacy
- Numer katalogowy – C2K 65173
- ©1997 Sony Music Entertainment, Inc.